# Rino Gaetano
 (octobre 2019).
Si vous disposez d'ouvrages ou d'articles de référence ou si vous connaissez des sites web de qualité traitant du thème abordé ici, merci de compléter l'article en donnant les références utiles à sa vérifiabilité et en les liant à la section « Notes et références ».
Rino Gaetano, pseudonyme de Salvatore Antonio Gaetano, né le 29 octobre 1950 à Crotone (Italie) et mort le 2 juin 1981 à Rome, est un chanteur compositeur italien.

## Biographie
Né à Crotone, il est âgé de 9 ans lorsque sa famille déménage à Rome à cause des problèmes de santé de sa sœur aînée Anna.
Découvrant la littérature, il se passionne pour les grands auteurs italiens et compose ses premiers poème, dont La vecchia, qui deviendra la chanson E la vecchia salta con l'asta sur son premier album Ingresso Libero. Par la suite, il se passionne pour le théâtre absurde, notamment pour les textes de Majakovskij, Beckett et Ionesco.
Passionné de musique dès l'enfance, influencé par des artistes italiens (Enzo Jannacci, Fabrizio De André, ...) et internationaux (Bob Dylan, The Beatles, ...), Il crée en 1968 le cover band Krounks, dans lequel il joue de la basse, puis fait ses débuts en tant que chanteur-compositeur au Folkstudio en 1969. Il y fréquente, entre autres, Antonello Venditti et Francesco De Gregori. C'est à cette période qu'il commence à écrire ses propres chansons. Entre 1970 et 1971, il prend également part à des représentations théâtrales, jouant notamment le personnage Estragon de la pièce En attendant Godot de Samuel Beckett.
En 1973, il sort son premier single I love you Maryanna sous le pseudonyme de Kammamuri's.
En 1974, il publie son premier album, Ingresso Libero. Il y évoque des thèmes lui étant chers : la Calabre dont il est originaire (Ad esempio a me piace... il Sud), l'amitié (Tu, forse non essenzialmente tu) ou le monde ouvrier (L'operaio della Fiat 1100, ou il décrit le travail d'un ouvrier à la chaîne qui lui "plie petit à petit le dos").
En 1975, il rencontre le succès avec le single Ma il cielo è sempre più blu, inspiré notamment des poèmes de Prévert, dans lequel il mentionne une longue série de personnages ou de situations sociales. Ces personnages d'une grande diversité, de l'employé demandant une augmentation de salaire au chanteur participant au Festival de Sanremo, sont tous réunis par le refrain, répété plusieurs fois dans la chanson, par lequel le chanteur clame « Ma il cielo è sempre più blu ». Au cours d'une interview au journal Ciao 2001, en septembre 1975, Rino Gaetano déclare au sujet de la chanson : « Il y a des images tristes ou inutiles, mais jamais joyeuses, car je voulais souligner qu'il y a peu de choses joyeuses de nos jours. C'est pourquoi je pense à ceux qui meurent au travail, aux employés qui demandent une augmentation... Même le vers concernant les artistes qui jouent à San Remo est triste et négatif, car ceux qui jouent à San Remo ne pensent pas à ceux qui vivent dans des taudis ».
L'année suivante est celle de la confirmation : en 1976 sort l'album Mio fratello è figlio unico, sur le thème de la marginalisation. L'album rencontre un grand succès. Y figurent notamment les singles Mio fratello è figlio unico, Berta filava ou encore Sfiorivano le viole. Cet album est considéré comme faisant preuve d'une plus grande maturité musicale de l'artiste par rapport à ses précédentes œuvres, avec l'utilisation d'instruments comme le sitar, le banjo ou la mandoline.
Devenu populaire, Gaetano enchaîne plusieurs albums les années suivant Mio fratello è figlio unico. En 1977 paraît Aida, dont la chanson-titre raconte l'Italie de la fin du dix-neuvième siècle aux années 1970. On y retrouve les thèmes chers à Rino Gaetano, avec le ton satirique qui caractérise son style : il se moque de la dépendance des sociétés modernes au pétrole, (Spendi spandi effendi), évoque la solitude et la marginalisation (Escluso il cane), dépeint la société italienne (Aida), consacre une chanson à sa mère dont il était très proche (La festa di Maria)...
En 1978, Rino Gaetano publie Nuntereggae più, album plus expérimental que les précédents, où figure notamment un titre chanté en français (Dans le château). La chanson-titre est probablement la plus politique et dénonciatrice du chanteur. Construite autour de l'expression de dialecte Romanesco "nun te reggo più" que le chanteur modifie en "nun te reggae più", pouvant être traduite par "je ne te supporte plus", cette chanson est une dénonciation de la corruption politique et des inégalités sociales de l'Italie des années 1970. 
En 1979 sort le cinquième album de Rino Gaetano, Resta vile maschio dove vai, puis son sixième et dernier album E io ci sto est publié l'année suivante, en 1980.
Il meurt dans un accident de voiture à l'âge de 30 ans via Nomentana à Rome le 2 juin 1981. Sa mort à l'aube après une soirée festive évoque aussitôt pour la presse italienne celle de Fred Buscaglione le 3 février 1960, chanteur dont Gaetano reprenait des titres sur scène.
En novembre 2007, la chaîne Rai 1 diffuse une mini-série qui lui est consacrée intitulée Rino Gaetano, Ma il cielo è sempre più blu.
Depuis 1999, la Rino Gaetano Band, groupe fondé et mené par Alessandro Gaetano, le neveu de Rino et fils de sa sœur Anna, rend régulièrement hommage au chanteur à travers des concerts de reprises de ses chansons.
Rino Gaetano est considéré comme un musicien inclassable, pouvant mélanger des sonorités reggae, pop et rock au sein d'un même album. L'attention portée par Gaetano à la composition musicale et l'orchestration de ses chansons se retrouve dans son style éclectique et ses arrangements complexes, en témoignent les lignes de basse de ses compositions, très travaillées, comme sur la chanson Jet-set (1980). Au cours de sa carrière, Rino Gaetano a tenu à voyager et s'inspirer des musiques locales qu'il rencontrait. Ainsi, les sonorités latino entendues sur ses derniers albums proviennent en partie d'un voyage effectué par le chanteur au Mexique. Artiste complet, il a de même utilisé des instruments plus rares comme le sitar ou la mandoline. 

## Discographie

### 33 tours
- Juillet 1974 : Ingresso libero  (It, ZSLT 70024)
- 1976 : Mio fratello è figlio unico (It, ZSLT 70029)
- 1977 : Aida (It, ZPLT 34016)
- 1978 : Nuntereggae più (It, ZPLT 34037)
- 1979 : Resta vile maschio, dove vai? (RCA Italiana, PL 31449)
- 1980 : E io ci sto (RCA Italiana, PL 31539)

### Q disc
- 1981 - Q Concert (avec Cocciante et les New Perigeo; enregistré en concert) (RCA Italiana, PG 33417)

### 45 tours
- Mai 1973 - I love you Maryanna/Jaqueline (It, ZT 7047)
- 1974 - Tu forse non essenzialmente tu/E la vecchia salta con l'asta (It, ZT 7054)
- Novembre 1974 - Tu forse non essenzialmente tu/I tuoi occhi sono pieni di sale (It, ZT 7057)
- Février 1975 - [[Ma il cielo è sempre più blu|Ma il cielo è sempre più blu/Ma il cielo è sempre più blu (2ª parte)]] (It, ZT 7060)
- Mai 1976 - Mio fratello è figlio unico/Sfiorivano le viole (It, ZT 7062)
- Juillet 1976 - Berta filava/Mio fratello è figlio unico (It, ZT 7064)
- Juin 1977 - Aida/Escluso il cane (It, ZBT 7078)
- Août 1977 - Aida/Spendi spandi effendi (It, ZBT 7081)
- 30 janvier 1978 - Gianna/Visto che mi vuoi lasciare (It, ZBT 7086)
- Juillet 1978 - Nuntereggae più/E cantava le canzoni (It, ZBT 7091)
- Juillet 1979 - Ahi Maria/Resta vile maschio, dove vai? (RCA Italiana, PB 6343)
- Octobre 1980 - E io ci sto/Metà Africa metà Europa (RCA Italiana, PB 6487)
- 1981 - Scusa Mary (RCA Italiana)

### Anthologie
- 1990 - Gianna e le altre... (contient les inédits Solo con io et Le beatitudini)
- 1993 - Aida '93
- 1996 - Superbest
- 1998 - [[La storia (Rino Gaetano)|La storia]]
- 2003 - Sotto i cieli di Rino (it)
- 2005 - Sotto i cieli di Rino-special edition (it)
- 2007 - [[Figlio unico (album)|Figlio unico]] (contient de vieux enregistrements RAI)
- Novembre 2007 - Figlio unico Cult Edition (contient des morceaux et un film inédit)
- 2008 - The Essential Rino Gaetano (double CD)
- 2009 - Live & Rarities
- 2009 - Gli album originali
- 2010 - E cantavo le canzoni

### DVD/CD
- 2007 - Figlio unico (le DVD contient des enregistrements de vieux films de la RAI ; dans le second disque, publié en novembre, il y a deux CD dans un recueil de morceaux dont trois titres inédits et un film inédit)